# Dianthus charidemi
Dianthus charidemi là loài thực vật có hoa thuộc họ Cẩm chướng. Loài này được Pau mô tả khoa học đầu tiên năm 1906.